# حوت (شهر)
حوت هو الشهر الثاني عشر (الأخير) في التقويم الهجري الشمسي ويتكوّن من 29 یوما، وفي السنة الكبيسة 30 يوماً. يسمى إسفند في تقويم إيران الحالي. يبدأ حوت (في علم التنجيم) عندما تكون الشمس في برج الحوت فلكيا.
شهر الحوت يوافق: من 20 فبراير إلى 21 مارس الميلادي غالباً.